# Šachun'ja
Šachun'ja (in russo Шахунья?) è una città della Russia europea centro-orientale, nell'oblast' di Nižnij Novgorod, centro amministrativo dell'omonimo circondario urbano. Fino al 2011 era capoluogo del rajon Šachunskij.
Sorge lungo la linea ferroviaria Kirov - Nižnij Novgorod e dista circa 240 km da Nižnij Novgorod. Fondata nel 1921, ha ricevuto lo status di città nel 1943.